# Charles Fazzino

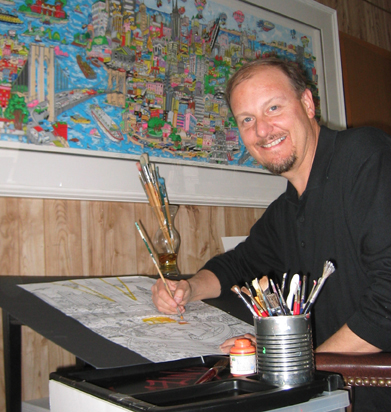
Charles Fazzino (vor 2014)

Charles Fazzino (* 26. Dezember 1955 in Westchester County, New York) ist ein US-amerikanischer Künstler und Maler der zeitgenössischen Pop Art.

## Leben
Charles Fazzino erhielt bereits als Kind von seinen Eltern, einer finnischen Bildhauerin und einem italienischen Designer, verschiedene Aufklapp-Bilderbücher, die ihn begeisterten und einen Grundstein für sein Interesse an dreidimensionaler Kunst legten.
Als Künstler trat er erstmals im Alter von 15 Jahren in Erscheinung, als er auf einer Ausstellung in Bedford Hills diverse Zeichnungen präsentierte, von denen er auch mehr als zwei Drittel verkaufen konnte. Später studierte er Kunstgeschichte an der Parsons School of Design und besuchte die New York School of Visual Arts. Seine Studien schloss er 1977 mit dem Bachelor of Fine Arts ab. Danach war Fazzino zunächst als Straßenkünstler tätig. Galeristen erkannten schließlich Fazzinos Talent, so dass er bereits frühzeitig von seiner Kunst leben konnte.
Fazzino engagiert sich ehrenamtlich für verschiedene Organisationen, beispielsweise Rosie O’Donnell’s The For All Kids Foundation, The Alzheimer’s Association, The Muscular Dystrophy Association, St. Francis Food Pantries & Shelters, Jefferson Awards for Public Service, The Prostate Cancer Foundation, Habitat for Humanity und Stars on Canvas. Darüber hinaus beteiligt er sich mit seiner Fazzino Arts Education Initiative an Kunstprojekten in Schulen. 2009 erhielt er die Ellis Island Medal of Honor.
Fazzino lebt und arbeitet in New York City.

## Werk

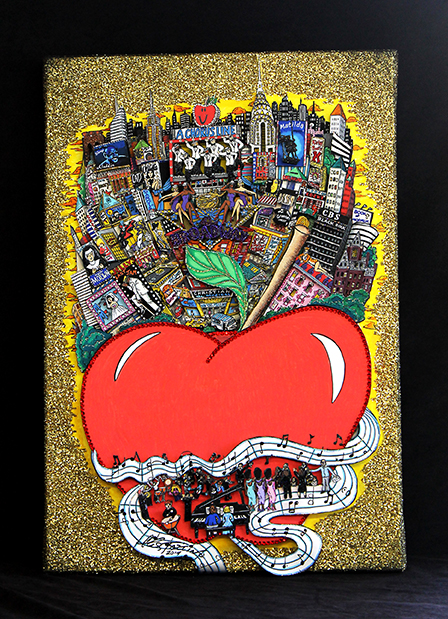
„Raining Gold“

Fazzino ist heute ein bedeutender Vertreter der zeitgenössischen Pop Art. Obwohl er anfangs vielfältige Techniken verwendete (u. a. Lithographie, Radierung, Zeichnung, überdimensionale Acrylbilder), spezialisierte er sich immer mehr auf 3D-Bilder, die in teils starker Detaildarstellung mehrere Bildebenen hintereinander setzen und so einen räumlichen Bildeindruck entstehen lassen. Zudem verwendet er starke Farbkontraste.

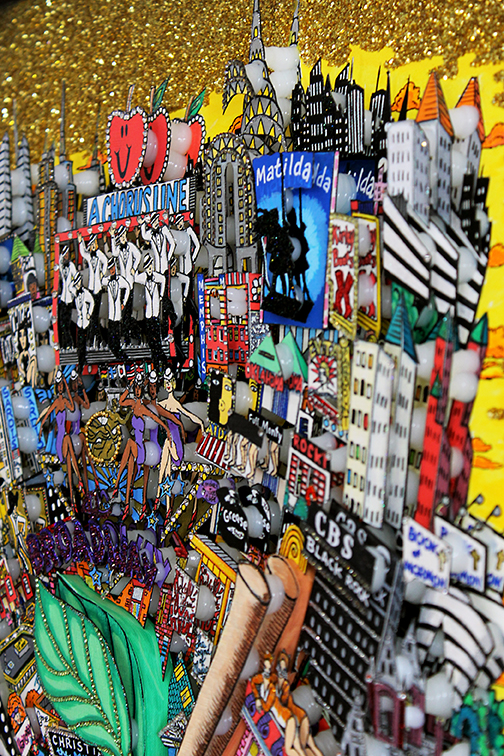
Seitenansicht „Raining Gold“

Thematisch beschäftigt sich Fazzino insbesondere mit seiner Heimatstadt New York. Seine 3D-Konstruktionen visualisieren verschiedene Facetten urbanen Lebens und sollen neue Einblicke in das quirlige Treiben der Stadt gewähren. Zu seinen bevorzugten Motiven zählen unter anderem der Broadway, das Guggenheim Museum, der Central Park, die Wall Street, das Empire State Building, das Chrysler Building und die Freiheitsstatue.
Fazzinos Markenzeichen ist der Apfel. Dieser steht symbolisch für Big Apple und ist auf vielen seiner New-York-Bilder zu sehen (Deliciously New York, 1998; As American As Apple Pi , 2002; Taxi’s Up, The Apple’s Round, 2004; Gay Times in NYC, 2006). In Autogramm- und Signierstunden verleiht Fazzino Äpfeln menschliche Züge, indem er ihnen Comic-Augen und -Münder malt.
Fazzino beschäftigt sich häufig mit Comic-Motiven. Neben zahlreichen Bildern, in denen er Disney-Figuren verwendete, schuf er beispielsweise auch Werke zur Familie Feuerstein (Flintstones, 1993; Broadway Toons, 1995; Flintstones Break Rock Vegas, 1996) oder den Looney Tunes (Looneywood, 2003; Park Avenue to Times Square – Looneys Running Everywhere!, 2003; Welcome to Las Vegas, 2006; Wear Your Retainer, 2008).
Seit mehreren Jahren thematisiert Fazzino in seinen Bildern auch öffentliche Veranstaltungen wie beispielsweise die Olympischen Spiele, die Fußball-Weltmeisterschaft 2006, die Major League Baseball All-Star Game, den American Super Bowl, das Indianapolis 500, die Winterfest Boat Parade, das Brickyard 400, das Belmont Stakes, das Pori Jazz Festival, die Grammy Awards, die CMA Awards, die National Jefferson Awards oder auch die Daytime Emmy Awards.
Darüber hinaus thematisiert Fazzino in seinen Bildern attraktive Orte (To Broadway, 1986; Sunday in the Park, 1995; The Heart of the Brandenburg Gate, 2015), Straßen (Hester Street, 1992; Mangia Mulberry Street, 1998), Städte (Phantastisch…Frankfurt, 1995; Hannover, 2000; That Summer in Berlin, 2005; Shopping Düsseldorf, 2005; The Best of Hamburg, 2006; Munich Has It All, 2013; For The Love of Köln, 2014), Landkreise (Kreis Düren, 2014), Bundesländer (Nordrhein-Westfalen, 2008), Länder (In a Deutschland State of Mind, 2005) und die Welt (It’s a Small World Mural, 2014; What A Wonderful World, 2016).
Aber auch mit Berufsgruppen und Branchen beschäftigt sich Fazzino in seinen Bildern immer wieder, insbesondere mit der Finanzbranche (Stock Exchange, 1992; Money Makes the World go Round, 1994; Money Talks, 1998; More Bang for the Buck!, 2000; Euro, Dollars and Yen, 2001; Banking on New York, 2001; A Penny Saved is A Penny Earned, 2002; Bears-a-Hangin, Bulls-a-Chargin, 2004; NYMEX, 2004; Mein Bankfurt, 2007; We’re in the Money: Dollar, 2012; Mind Your Money, In Our Digital Age, 2016). Laut Fazzino sind “Another Day, Another Dollar” (1997) und „Money Doesn’t Grow on Trees“ (2000) zwei der beliebtesten Bilder, die er jemals geschaffen hat.
Zusätzlich arbeitet Fazzino regelmäßig an Projekten, bei denen er sein originäres künstlerisches Feld verlässt. Er bemalt Sportartikel wie Baseball-Bälle und -Helme und versieht diese auch mit 3D-Konstruktionen.

## Herstellungsprozess einer 3D-Konstruktion
Fazzinos Werke entstehen in einem aufwändigen, durch viel Handarbeit geprägten Prozess. Eine schwarz-weiße Strichzeichnung bildet die Basis eines jeden seiner Kunstwerke. Nach der Kolorierung entstehen daraus eine Lithografie und ein Sieb für den Siebdruck. In reiner Handarbeit werden dann bis zu 500 Siebdrucke erstellt, um später für alle Farben und Ebenen den passenden Druck zu haben. Im letzten Schritt werden die einzelnen kleinen Bild-Schnipsel exakt ausgeschnitten und mit Hilfe von Silikonpaste in bis zu drei Ebenen auf das Bild geklebt, wobei durch eine entsprechende Neigung der Bild-Schnipsel wahlweise eine Vogel- oder Froschperspektiven erzeugt werden kann.
Manche Motive finden bei Fazzino auch mehrmals Verwendung, so finden sich beispielsweise in „Ghosts, Good Times & Gridlock“ (2003) und „Google it Facebook me Tweet it LOL“ (2012) mehrere gleiche Bildelemente.

## Editionen
Fazzino bringt von einem Bild für gewöhnlich verschiedene Editionen heraus:
- Regular Edition (#) – Ein typischerweise von Hand 2-fach geschichtetes Bild auf weißem Museumspapier. Bei der Regular Edition handelt es sich um die Edition mit der größten Stückzahl.
- Deluxe Edition (DX) – Ein typischerweise von Hand 3-fach geschichtetes Bild auf weißem Museumspapier, wobei die Bilder zusätzlich von Hand mit Swarovski-Kristallen verziert werden. Die Deluxe Edition hat üblicherweise eine geringere Auflage als die Regular Edition.
- Premiere Edition (PR) – Ein typischerweise von Hand 3-fach geschichtetes Bild auf farbigem Museumspapier, in der Regel schwarzem Museumspapier. Auch hier verziert Fazzino die Bilder wieder mit Swarovski-Kristallen. Die Premiere Edition hat eine noch kleinere Auflage als die Deluxe Edition.
- Silver Edition (SV) – Ein typischerweise von Hand 3-fach geschichtetes Bild auf silbernem Hintergrund, wobei die Bilder zusätzlich von Hand mit Swarovski-Kristallen und Glitter verziert werden.
- Gold Premiere Edition (GOLDPR) – Eine Premiere Edition mit goldfarbenen Bild-Untergrund.
- Aluminium Edition (ALU) – Seit 2012 fertigt Fazzino seine 3D-Konstruktionen auch auf Aluminium.[6]
- Unikate – Darüber hinaus fertigt Fazzino sehr viele Unikate. Auch diese Unikate sind fortlaufend nummeriert: U-„Nummer“.

Weiters gibt es Artist’s Proofs (AP), Artist’s Edition (AE), Printer’s Proofs (PP), Trial Proofs (TP), Artist’s Edition Deluxes (AEDX), Artist’s Proofs Deluxes (APDX) und Gold Edition (Gold). Diese Editionen werden in einer äußerst geringen Auflage hergestellt.

## Veröffentlichungen (Auswahl)
- June Vollman, Andrea Ruoff-Appel, Shari Ruoff & Charles Fazzino:  Regards From Broadway Andrea Ruoff Art Associates, 1991, ISBN 978-0-9629193-0-5
- Heike Theuerkauf, Charles Fazzino, Marshall Lee, Phillip Davies: Charles Fazzino. Balance House, 1996, ISBN 0-940577-04-6
- Julie Maner, Charles Fazzino: Charles Fazzino, the master of 3-D pop art. Te Neues Verlag, Kempen 1999, ISBN 3-8238-5441-0
- Julie Maner, Charles Fazzino: Charles Fazzino, the master of 3-D pop art. Te Neues Verlag, Kempen 2000, ISBN 978-3-8238-5442-5
- Julie Maner, Charles Fazzino: Traffic 9 to 5, 24/7 Museum Editions, Ltd, 2004, ISBN 978-0-9755008-0-4
- Frank Radice, Vida Radice, Charles Fazzino: Sam Katz on the Loose! Random House Children’s Books, 2005, ISBN 0-375-83120-7
- Julie Maner, Charles Fazzino: Fazzino’s Passport to Our World Museum Editions, Ltd, 2007
- Charles Fazzino, Julie Maner: Now Playing on Broadway. Museums Edition Ltd., 2010, ISBN 0-9755008-4-8
- Anne Kleinberg, Karine Wagemakers, Charles Fazzino: Menopause in Manhattan. dba Bestsellers Ink, 2011
- Julie Maner, Charles Fazzino: O' Beautiful For Spacious Skies. Museums Edition Ltd., 2014, ISBN 0-9755008-5-6

## Projekte (Auswahl)
- 1997: Chessboard – New York
- 1999: Bite The Big Apple
- 2013: Monopoly – New York Edition
- 2013: Airplane at JFK
- 2014: Scrabble – World Edition
- 2016: Downtown Dogs in Stamford[7]

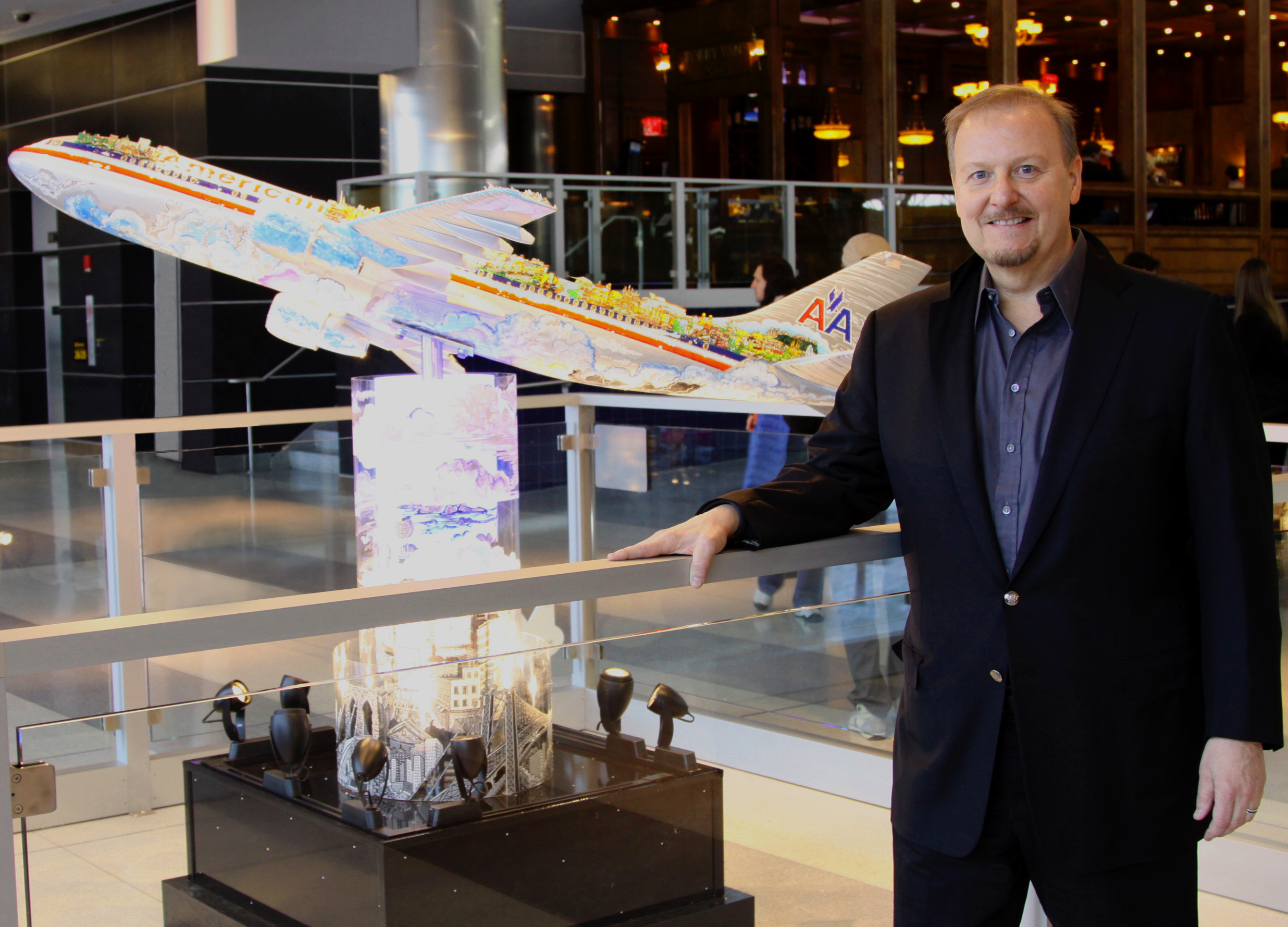
Airplane at JFK

- 2016: Westchester Medical Center Health COACH[8]
- 2017: Embellished Porcelain Sculpture
- 2018: Wandgemälde für das Hassenfeld Children’s Hospital
- 2018: Mentor im Summer-Camp-Programm “It Takes A Village To Educate a Child”
- 2019: Charles Fazzino and Heather Fazzino kreieren die Installation “Butterflies and Books” für die Ferguson Library in Stamford

## Ausstellungen (Auswahl)
- 2001: Charles Fazzino – 3-D Siebdrucke (Galerie Friedrich Witzel, Frankfurt/Main)
- 2010: BMW Kunstadventskalender (BMW Pavillon, München)
- 2012: Fazzino in London (Galerie Artima, Paris)
- 2012: Charles Fazzino (Galerie Artima, Paris)
- 2013: Charles Fazzino (Galerie Mensing)
- 2014: Charles Fazzino – Die Ausstellung (Internationale Kunstakademie Heimbach/Eifel)
- 2015: The Art of Pop & Comics (Coral Springs Museum of Art, Florida)
- 2016: Charles Fazzino – Summer Tour 2016 (A Day with Charles in Sylt, Konstanz und Palma)
- 2017: “Heroes of the Holocaust” for HMTC Museum
- 2021: Charles Fazzino (Galerie Buchinger, Linz Österreich)